# 姚華
姚華（1876年4月26日—1930年5月8日），字重光，又字一鄂，号茫父，以号行而多称姚茫父；寓居北平莲花寺，因别署莲花盦主，又署弗堂，寓半佛之意。晚年因重五代杨凝式（杨风子）书法又号倚风。贵州贵筑县（今贵阳市）人，清代末科进士，晚清和中华民国戏曲理论家、书画家、诗人、学者、政治人物、教育家，精通于诗文词曲、碑版古器及考据音韵等。与陈师曾同为民国刻铜艺术的倡导者，合称“姚陈”。

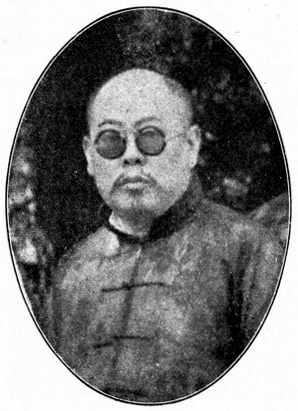
姚華像，《民國之精華》

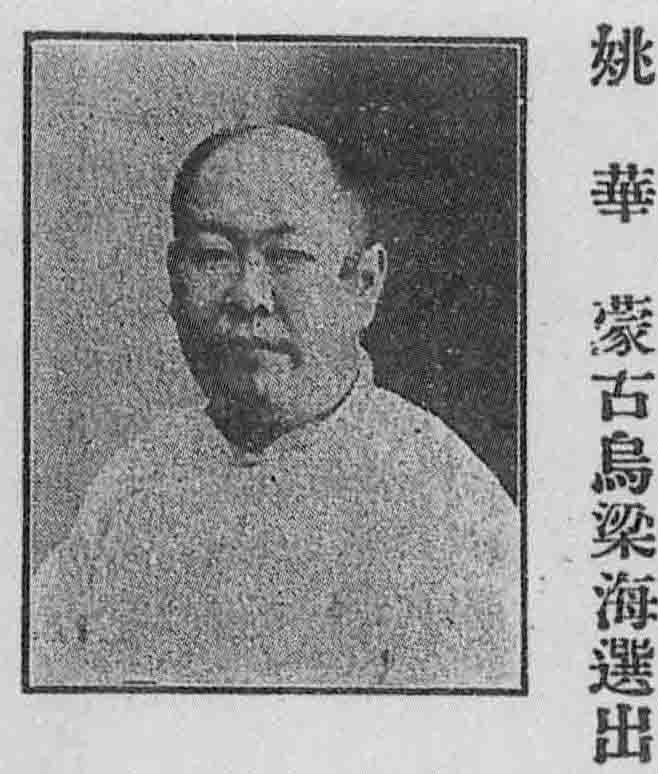
姚華像

## 生平
姚华五岁，父亲姚延师为之启蒙。十馀岁开始学习段玉裁注的《说文》。光绪二十年（1894年），严修任贵州学政，开办资善堂书局，聘雷廷珍为董事，翻刻大批外洋书籍和科学技术著作，招士入学。严欣赏姚华的《论洋务》《戒吸食洋药说》等文章，面试时询及小学，要他解《说文》《康熙字典》中的字，对答如流。
二十一年（1895年），姚华与罗氏成婚；次年中秀才，二十三年（1897年）中举人，三十年（1904年）甲辰恩科中进士，授工部虞衡司主事。次年获清政府保送赴日本游学，入东京法政大学，同窗有陈叔通、周大烈、范源濂等，毕业归国任邮传部船政司主事等职。
1912年2月，中华民国肇始，与鲁迅等逾二十人受蔡元培先生聘，参加“读音统一会”。又曾任北京临时参议院议员。，后退出政界，投身著述、美术及教育事业。同年撰曲论《曲海一勺》。
1914年至1917年，姚任北京女子师范学校校长，他写了校歌及钢琴伴奏曲，兼任国文课。1914年作《翯猗室曲话》。袁世凯称帝之时，姚作《将有洪宪建元之耗》一律加以讽刺：

山中甲子今何岁，世外风烟又晚秋。寒雨连天催落木，他乡假日赋登楼。芳辰且自消棋局，薄酒乃堪画壑舟。此后无花徒尽赏，重阳虽好易生愁。
袁死未久，蔡锷病故，姚又参与松坡图书馆的创建工作。
北京美专成立，姚华、王梦白、陈师曾、吴法鼎、李毅士皆任教授。1924年，姚在北京樱桃斜街贵州会馆举办画会，与会者达数百人，包括当时正在北京访问的印度诗人泰戈尔也出席并发表演说；又在西单附近香满园黔菜馆宴庆，梁启超、林志钧合作五言长歌为贺文，把他的性格作了幽默的刻划：

茫父堕地来，未始作老计。斗大王城中，带发领一寺。廿年掩关忙，百虑随缘肆。疏疏竹几茎，密密花几队。半秃笔几管，破碎墨几块。挥汗水竹石，呵冻篆分隶。弄舌昆弋黄，鼓腹椒葱豉。食擎唐画砖，睡抱马和志。校碑约髯周，攘臂哄真伪。晡饮来跛蹇，诙谑遂鼎沸。烂漫孺子心，傥荡狂奴态。晓来揽镜诧，五十忽已至。发如此种种，老矣今伏未。镜中人冁然，那得管许事。老屋塌穿空，总有天遮蔽。去年穷不死，定活一百岁。芍药正盛开，胡蝶成团戏。豆苗已可摘，玄鲫亦宜脍。昨日卖画钱，况彀供一醉。相携香满园，大嚼不为泰。

1925年，京华美专创立，推姚华为校长。后因军阀混战、政局混乱，姚卜居北京城南莲花寺中逾十载，以出售自己创作的诗词、书画和颖拓为生，又因通戏曲而结交王瑶卿、梅兰芳、程砚秋等戏曲界名人。1926年，姚患脑溢血，愈后左臂致残，仍坚持作书绘画，著《弗堂类稿》《黔语》《庚午春词集》等；1930年5月8日因脑溢血复发病故。

## 成就
- 姚华书法擅篆书、隶书、行书等。又好许慎所著之《说文解字》，喜于收集金石文字。
- 擅人物画、山水画，陈师曾题其画：“好山到眼散千忧，草稿真能尽意搜。此境旁人不投足，荒湾野水似同游。”；其人物画能体现研究汉唐砖甓成果，又创造出“勾乙”法绘人面部，塑造出方颐、端庄、典雅的人物形象。郑振铎曾专辑其人物画列入《北平笺谱》。
- 姚华首创“颖拓”，依照原物拿笔蘸墨在纸上画、抹、点、拓。作品与原物在似与不似之间。郭沫若评价曰：“茫父颖拓实古今来别开生面之奇画也。” “毡拓贵其真，颖拓贵其假。假则何足贵，君不见绘画。摄影术虽兴，画笔千金价。”
- 姚业绩成就得到当时国内文化界的一致公认，梁启超、鲁迅、郭沫若、郑振铎、陈师曾、陈叔通、郑天挺、马叙伦、梅兰芳等对姚华多有高度评价。戏曲论著有《元刊杂剧三十种校正》《翯猗室曲话》《盲词考》《曲海一勺》等，又著有《弗堂类稿》《小学问答》《说文三列表》《金石系》《黔语》《弗堂词》等。书画作品收录在《姚茫父书画集》中。[4]